# LGBT práva v Monaku
Lesby, gayové, bisexuálové a translidé (LGBT) se v Monaku mohou setkávat s právními komplikacemi neznámými pro většinovou populaci. Mužská i ženská stejnopohlavní sexuální aktivita je zde legální. Páry stejného pohlaví a domácnosti jimi tvořené však nemají rovný přístup ke stejné právní ochraně jako různopohlavní manželské páry.

## Zákony týkající se stejnopohlavní sexuální aktivity
Stejnopohlavní sexuální styk je legální. Veškeré trestní zákony za homosexuální akty byly zrušeny v roce 1973 při přebírání francouzských zákonů. Legální věk způsobilosti k pohlavnímu styku je 15 let.

## Stejnopohlavní soužití
Monako nedává stejnopohlavnímu soužití žádnou právní úpravu, čímž se stává poslední a jedinou zemí Západní Evropy, která tak dosud neučinila.
Nicméně v rozhovoru uskutečněném v listopadu 2010 zmínil Jean-Charles Gardetto , člen monackého parlamentu a právník, že se připravuje návrh zákona o soužití heterosexuálních i homosexuálních párů.
18. června 2013 předložila opoziční strana Union Monésasque návrh novely zákona o genderově-neutrálním soužití. Prezident Komise za ženská a rodinná právas sdělil, že veřejná debata na téma návrhu začne koncem roku 2015.

## Služba v armádě
Monako nemá žádnou vlastní armádu, nicméně působí v ní Národní garda. Francie, která odpovídá za obranu země, umožňuje gayům, lesbám a bisexuálům otevřeně sloužit v armádě.

## Adopce a plánování rodiny
Páry stejného pohlaví nemohou osvojit děti.

## Právní ochrana
Ústava se nijak nevyjadřuje k diskriminaci nebo harašmentu jiných sexuálních orientací nebo genderových identit. Žádná z aktivních politických stran dosud veřejně nedeklarovala svoji podporu právům LGBT. Ústava garantuje všem občanům země obecná občanská práva, včetně rovnosti před zákonem, rovného zacházení, ochrany soukromí, náboženské svobody a svobody projevu.
V červnu 2011 přijala monacká Národní rada anti-diskriminační zákon a zákon proti harašmentu. V souladu s legislativním procesem by přijetí zákona Radou znamenalo pro hlavu monackého knížectví šestiměsíční lhůtu pro zveřejnění svého postoje k jeho budoucnosti:
- buď vyjádří svoji podporu zákonu, případně jej nepatrně pozmění (bez odstranění jeho klíčového jádra) k větší dokonalosti. V tomto případě měl jednoroční lhůtu od konce prvního půlroku od jeho předložení Radě a následné legislativní procedury
- nebo ukončí legislativní proces. Toto rozhodnutí je vysvětlené deklaračním čtení na veřejném slyšení. To může následovat také veřejná debata.

Hlavními body týkajícími se LGBT byly:
- Článek 1 jasně zakazuje diskriminaci směrem k: "jinému pohlaví, skutečné či domnělé sexuální orientaci, společneského či občanského statusu nebo rodinné situaci"
- Článek 3 aplikuje tento zákaz na pracovněprávní vztahy ve veřejném a soukromém sektoru, styk s úřady, přístupu ke zboží a službám (ubytování nebylo výslovně zahrnuto v této kategorii), rodinné vztahy, přístup k rekreačním, kulturním a veřejným akcím apod.
- Článek 8 upřesňoval, že diskriminace na pracovišti není: přístup zaměstnavatele, pracovní podmínky, odměňování, disciplinární opatření a ustanovení týkající se výpovědi.
- Článek 9 zakazuje na pracovišti sankciování, propouštění či jiné diskriminační zacházení s kategoriemi osob zmíněnými v článku 1

## Životní podmínky
Většina Monačanů se hlásí ke Katolické církvi, což znamená, že na homosexualitu a crossdressing obecně nahlížejí jako na cosi amorálního. Monaco navíc není členskou zemí EU, které je podmíněné určitým standardem ochrany LGBT práv. Nicméně Monaco a jeho obyvatelstvo je velmi kulturně i ekonomicky ovlivněné úzkými vztahy s Francií.
Monackou LGBT komunitu podporuje několik zdejších gay friendly uskupení. Žádná oficiální místa pro gaye zde však nefungují. Tuto roli přebírají blízká francouzská města Marseille, Nice a Lyon.

## Souhrnný přehled
| Legální stejnopohlavní styk                                          | (1793)     |
| Stejný věk legální způsobilosti k pohlavnímu styku pro obě orientace | (1793)     |
| Anti-diskriminační zákony v nenávistních projevech a násilí          | (2005)     |
| Anti-diskriminační zákony v zaměstnání                               | No         |
| Anti-diskriminační zákony v přístupu ke zboží a službám              | No         |
| Stejnopohlavní manželství                                            | No         |
| Stejnopohlavní soužití                                               | (Navrženo) |
| Adopce dítěte partnera                                               | No         |
| Společná adopce dětí stejnopohlavními páry                           | No         |
| Gayové a lesby smějí otevřeně sloužit v armádě                       | Yes        |
| Možnost změny pohlaví                                                | No         |
| Přístup k umělému oplodnění pro lesbické ženy                        | No         |
| Náhradní mateřství pro gay páry                                      | No         |
| MSM smějí darovat krev                                               |            |